# Градуальный потенциал
Градуальный потенциал — локальный электрический импульс, пассивное проведение сигнала вдоль одной нервной клетки или от одной до другой без генерации потенциала действия, реализуется на расстояниях не более 2 мм вследствие ограничений внутреннего сопротивления, вызывается воздействием света на фоторецепторы, звуковой волной, воздействующей на волосковые клетки уха и др.
При суммировании градуальных потенциалов возникает потенциал действия или выброс нейромедиаторов